# Tu Thủy
Tu Thủy (chữ Hán giản thể: 修水县) là một huyện thuộc địa cấp thị Cửu Giang, tỉnh Giang Tây, Cộng hòa Nhân dân Trung Hoa. Huyện này có diện tích 4504 ki-lô-mét vuông, dân số năm 1999 là 768.493 người. Mã số bưu chính của huyện là, 332400

## Hành chính
Tu Thủy được chia ra làm 36 đơn vị hành chính cấp hương, gồm 19 trấn và 17 hương. 
- Trấn: Nghĩa Ninh (义宁镇), Bạch Lĩnh (白岭镇), Toàn Phong (全丰镇), Cổ Thị (古市镇), Đại Kiều (大桥镇), Tra Tân (渣津镇), Mã Ao (马坳镇), Hàng Khẩu (杭口镇), Cảng Khẩu (港口镇), Khê Khẩu (溪口镇), Tây Cảng (西港镇), Sơn Khẩu (山口镇), Hoàng Sa (黄沙镇), Hoàng Cảng (黄港镇), Hà Thị (何市镇), Thượng Phụng (上奉镇), Tứ Đô (四都镇), Thái Dương Thăng (太阳升镇), Ninh Châu (宁州镇)
- Hương: Lộ Khẩu (路口乡), Hoàng Long (黄龙乡), Thượng Sam (上衫乡), Dư Đoạn (余段乡), Thủy Nguyên (水源乡), Thạch Ao (石坳乡), Đông Cảng (东港乡), Thượng Hàng (上杭乡), Tân Loan (新湾乡), Bố Giáp (布甲乡), Mạn Giang (漫江乡), Phục Nguyên (复原乡), Trúc Bình (竹坪乡), Chinh Thôn (征村乡), Miếu Lĩnh (庙岭乡), Hoàng Ao (黄坳乡), Đại Xuân (大椿乡)